# 傑克·皮維
雅各·愛德華·皮維（英語：Jacob Edward Peavy，1981年5月31日—）曾是美國職棒球員，主要擔任先發投手。他在2007年球季，以19勝6負、240次三振、2.54的防禦率，三冠王成績獲得國聯賽揚獎。
兩次世界大賽冠軍(2013、2014)

## 職業生涯

### 聖地牙哥教士
皮維在阿拉巴馬州摩比港市的聖保羅主教高中畢業後在1999年的選秀會上，第15輪被聖地牙哥教士隊挑中後，放棄上大學的念頭，因而往大聯盟邁進。
經過兩年的磨練，2004年他變成教士隊的主力投手，在這個球季得到15勝6負、173次三振和領先全聯盟的2.27自責分率。
2005年2月28日，與教士簽了四年至少1450萬美金的延長合約。
2005年球季，皮維入選了明星賽，並在當年以216次三振當選了國家聯盟的三振王，除此之外球季有13勝7負、2.88的自責分率、和1.044的WHIP值的表現。這個球季教士隊雖然贏得國聯西區的冠軍，但冠軍賽卻不敵紅雀隊。
2007年球季，皮維入選了明星賽的先發投手，這是他生涯第二度入選明星賽。2007年8月2日，對上亞利桑那響尾蛇隊投出生涯第1000次三振。而該季皮維以19勝、240次三振、2.54自責分率的超優異表現得到國聯投手三冠王的頭銜，這是自1969年以來，僅有的第八位投手在聯盟獲得三冠王。皮維該年一致通過的獲得賽揚獎，是教士隊隊史上第四位拿下賽揚獎的投手。
2007年12月12日，他和教士簽下了四年5200萬美金的合約，是教士隊史上最大的合約
，並在2013年有2200萬美金的選擇權。皮維在2009年的交易截止日放棄了NTC,被交易到芝加哥白襪隊。

### 芝加哥白襪
2009年7月31日交易大限最後一天，Peavy同意交易至芝加哥白襪。
代表芝加哥白襪的初登板對上堪薩斯皇家 Peavy投了5局 責失分3分和三振5次，最後在2009年後半賽季Peavy代表芝加哥白襪的成績是3-0，2009年的賽季成績是9-6。

### 波士頓紅襪
2013年7月30日，在交易大限前最後一日，波士頓紅襪與芝加哥白襪和底特律老虎進行三方交易，波士頓紅襪在這次交易中得到了皮維。
2013年8月3日，皮維在波士頓紅襪初登板，對上亞利桑那響尾蛇，最後結果為波士頓紅襪5-2打敗了亞利桑那響尾蛇。
2013年10月30日，波士頓紅襪隊奪下世界大賽總冠軍，皮維拿下生涯首枚冠軍戒。

### 舊金山巨人
2014年7月26日，波士頓紅襪隊將皮維交易至舊金山巨人隊，換來兩名小聯盟潛力投手Edwin Escobar和Heath Hembree。
2014年10月29日，舊金山巨人隊奪下世界大賽總冠軍，皮維連續兩年獲得冠軍戒，並且是美國職棒大聯盟史上首位連續兩年在不同聯盟不同球隊獲得冠軍戒的先發投手。
2014年12月19日，巨人隊以2400萬美元續約皮維兩年。皮維效力巨人隊3個球季期間戰績19勝19敗，防禦率3.97，總共308局的投球238次三振和78次四壞球保送。在2016年11月3日，皮維成為自由球員。

### 退休
2019年5月5日，皮維宣布退休。

## 球探報告
皮維有著二縫線快速球(88-91英里)、四縫線快速球(90-93英里)、滑球(83-88英里)、變速球(80-84英里)、曲球(74-76英里)等球種。
在他許多成功的比賽中，大多使用拿手的二縫線快速球及滑球，皮維的快速球可控制到本壘板的兩側，把球削入內角或往外遠離打者，並讓球有大幅下沉的效果，使他成為優秀的三振型投手。

## 註腳
1. ↑  .   [2008-06-13]. （原始内容存档于2009-04-11）.
2. ↑  .   [2008-06-13]. （原始内容存档于2006-07-05）.
3. ↑  .   [2008-06-13]. （原始内容存档于2009-04-10）.
4. ↑  
The Official Site of Major League Baseball: News: Peavy clears last hurdle for extension[永久]
5. ↑  .   [2008-06-13]. （原始内容存档于2008-05-25）.

## 外部連結
- 球員資訊和成績在MLB ，ESPN ，Retrosheet ，Baseball Reference ，Baseball Reference (Minors) ，Fangraphs ，The Baseball Cube （英文）

| 奖项与成就                                                                               | 奖项与成就                                                   | 奖项与成就                                 |
| ---------------------------------------------------------------------------------------- | ------------------------------------------------------------ | ------------------------------------------ |
| 前任： Russ Ortiz John Maine 卡洛斯·桑布拉诺                                             | 國家聯盟單月最佳投手 2004年8月 2007年5月 2007年8月-2007年9月 | 繼任： 卡洛斯·桑布拉诺 班·席兹 布兰登·伟伯 |
| 前任： Jason Schmidt 洛伊·奥斯华                                                         | 國家聯盟防禦率王 2004 2007                                   | 繼任： 羅傑·克萊門斯 尤汉·山塔纳           |
| 前任： 藍迪·強森 Aaron Harang                                                            | 國家聯盟三振王 2005 2007                                     | 繼任： Aaron Harang 蒂姆·林斯肯            |
| 前任： Aaron Harang、德瑞克·洛夫、布拉德·佩尼、約翰·史摩茲、布蘭登·偉伯、卡洛斯·桑布拉诺 | 國家聯盟勝投王 2007                                          | 繼任： 布兰登·伟伯                         |
| 前任： 藍迪·強森                                                                         | 國家聯盟投手三冠王 2007                                      | 繼任： 無                                  |
| 前任： 布蘭登·偉伯                                                                       | 賽揚獎 2007                                                  | 繼任： 蒂姆·林斯肯                         |
| 前任： 克裡斯·卡彭特                                                                     | 球員票選獎 2007                                              | 繼任： 蒂姆·林斯肯                         |